# Alain Chautems
Alain Chautems ( n. 1953 ) es un botánico suizo. Desarrolla actividades académicas en el Conservatorio y Jardín Botánico de Ginebra. Ha trabajado intensamente con las gesneriáceas neotropicales, especialmente de Brasil.

## Algunas publicaciones
- josélio pacheco dutra Heleno, lúcio de souza Leoni, alain Chautems. 2009a. Gesneriaceae' da Fazenda Santa Rita, Município de Faria Lemos/Carangola, MG, Brasil. Volúmenes 20-21 de Pabstia. Editor Herbário "Guido Pabst" - GFJP, 4 pp.

- alain Chautems, a.o. Araujo. 2009b. Gesneriaceae. En: A. M. Giulietti, A. Rapini, M. J. G. de Andrade, L. P. de Queiroz & J. M. Cardoso da Silva (eds.) Plantas Raras do Brasil. Conservação Internacional do Brasil & Universidade Estadual de Feira de Santana, Feira de Santana, Belo Horizonte: 187-190

### Libros
- alain Chautems. 2007. Gesneriaceae. En: Simonelli, M. & Fraga, C. N. (orgs.) Espécies da Flora Ameaçadas de Extinção no Estado do Espírito Santo. IPEMA, Vitória, 144 pp.

- maria margarida da rocha fiuza de Melo, alain Chautems. 2000. Flora fanerogâmica da Ilha do Cardoso. Volumen 9. Editor Instituto de Botânico. 132 pp. ISBN 857523014X

- alain Chautems. 1993. Gesneriaceae. Volumen 22 de Flora del Paraguay: Angiospermae. Ilustró Maya Mossaz. Editor Conservatoire et Jardin botaniques de la Ville de Genève, 40 pp. ISBN	2827705249

- ---------------------. 1988. Révision taxonomique et possibilités d'hybridations de Nematanthus Schrad. (Gesneriaceae), genre endémique de la forêt côtière brésilienne. Volumen 112 de Dissertationes botanicae. Edición ilustrada de J. Cramer, 226 pp. ISBN 3443640249

- ---------------------. 1985. Révision taxonomique et possibilités d'hybridation de Nematanthus Schrader (Gesneriaceae) genre endémique de la forêt côtière brésilienne: thèse ... Faculté des Sciences de l'Université de Genève ... doctor des sciences ... 216 pp.

- La abreviatura «Chautems» se emplea para indicar a Alain Chautems como autoridad en la descripción y clasificación científica de los vegetales.[1]

Publicó a noviembre de 2012, 130 hallazgos de nuevas especies.